# クルチャトフ (小惑星)
クルチャトフ（英語：2352 Kurchatov）は、小惑星帯に位置する小惑星。ロシアの女性天文学者、リュドミーラ・チェルヌイフがクリミア天体物理天文台で発見した。
ソ連の核物理学者で原爆開発プロジェクトの責任者、イーゴリ・クルチャトフ（И́горь Васи́льевич Курча́тов, 1903年 - 1960年）に因んで命名された。